# Amir Aczel
Amir Dan Aczel (Haifa, 6 novembre 1950 – Nîmes, 26 novembre 2015) è stato un matematico e divulgatore scientifico israeliano naturalizzato statunitense.

## Biografia
Figlio di un capitano di navi passeggeri, seguì il padre in diversi viaggi nel Mediterraneo, imparando da lui le tecniche di navigazione. Questo gli ispirò il libro L'enigma della bussola. L'invenzione che ha cambiato il mondo.
All'età di 21 anni si trasferì negli Stati Uniti, laureandosi in matematica nel 1975 all'Università di Berkeley. Nel 1982 ottenne un dottorato di ricerca in statistica all'Università dell'Oregon.
Insegnò poi matematica in varie università della California, Alaska, Grecia e Italia. Divenne infine professore di storia della scienza e storia della matematica alla Bentley University del Massachusetts.
Ha scritto numerose opere di divulgazione scientifica. Il suo libro Fermat's Last Theorem è stato un bestseller negli Stati Uniti, risultando poi in lizza per il Los Angeles Times Book Prize.
Ha condotto programmi di divulgazione scientifica per vari canali televisivi, tra cui la CNN, History Channel e Nightline.

## Opere
Tradotte in italiano:
- Probabilità 1: perché esistono delle civiltà extraterrestri, Milano, Garzanti, 1999, ISBN 88-11-59289-5.
- L'enigma di Fermat, Milano, Net, 2003, ISBN 88-515-2082-8.
- Entanglement: il più grande mistero della fisica, Milano, Raffaello Cortina, 2004, ISBN 88-7078-886-5.
- L'equazione di Dio, Milano, Net, 2004, ISBN 88-515-2159-X.
- Chance: dai giochi d'azzardo agli affari (di cuore), Milano, Raffaello Cortina, 2005, ISBN 88-7078-969-1.
- L'enigma della bussola: l'invenzione che ha cambiato il mondo, Milano, Raffaello Cortina, 2005, ISBN 88-7078-953-5.
- Il mistero dell'alef, Milano, Net, 2005, ISBN 88-515-2233-2.
- Pendulum: Léon Foucault e il trionfo della scienza, Milano, Il Saggiatore, 2006, ISBN 88-428-1170-X.
- Il taccuino segreto di Cartesio: storia di un genio del Seicento e della misteriosa formula matematica che non volle rivelare, Milano, Mondadori, 2006, ISBN 88-04-55801-6.
- Perché la scienza non nega Dio, Milano, Raffaello Cortina, 2015, ISBN 978-88-6030-720-0.
- Caccia allo zero: l'odissea di un matematico per svelare l'origine dei numeri, Milano, Raffaello Cortina, 2016, ISBN 978-88-6030-800-9.

Altre:
- (EN)  How to Beat the I.R.S. at Its Own Game: Strategies to Avoid and Fight an Audit, 1996, ISBN 1-56858-048-7.
- (EN)  Chance: A Guide to Gambling, Love, and the Stock Market, 2004, ISBN 1-56858-316-8.
- (EN)  Descartes' Secret Notebook: A True Tale of Mathematics, Mysticism, and the Quest to Understand the Universe, 2005, ISBN 0-7679-2033-3.
- (EN)  The Artist and the Mathematician: The Story of Nicolas Bourbaki, the Genius Mathematician Who Never Existed, London, 2007, ISBN 1-84344-034-2.
- (EN)  The Jesuit and the Skull: Teilhard de Chardin, Evolution, and the Search for Peking Man, 2007, ISBN 978-1-59448-335-6.
- (EN)  Uranium Wars: The Scientific Rivalry that Created the Nuclear Age, 2009, ISBN 978-0-230-61374-4.
- (EN)  Present at the Creation: The Story of CERN and the Large Hadron Collider, 2010, ISBN 978-0-307-59167-8.